# 蚊帳

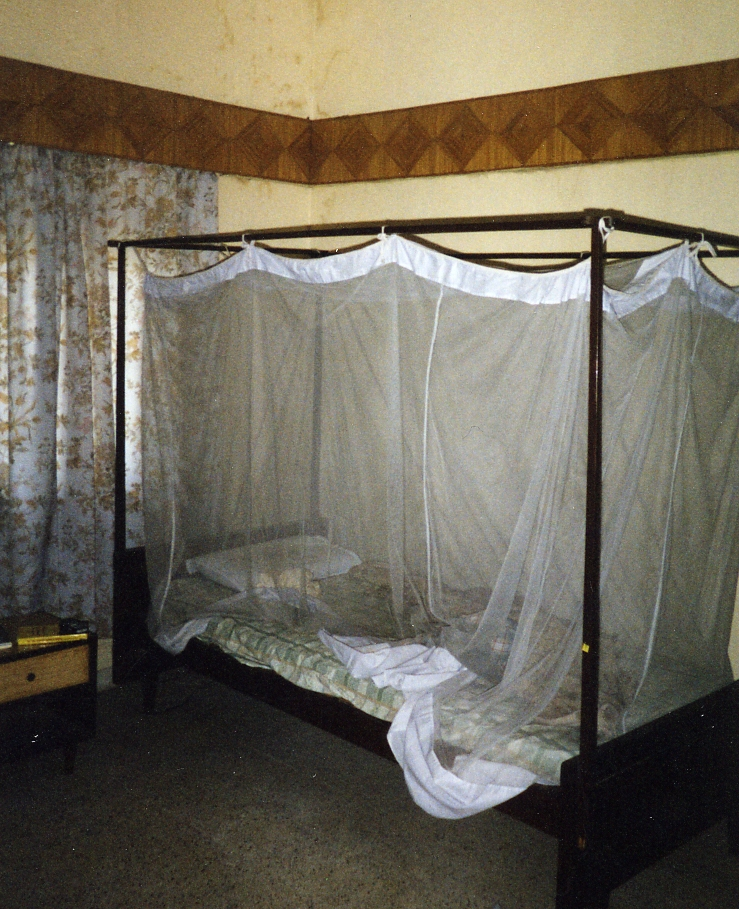

蚊帳，閩南語稱蠓罩（báng-tà）是一種避免蚊子叮咬的帐幕，通常掛在床架上将床围住以隔絕蚊子。蚊帳多為網狀材質，可通風。
人類多飽受蚊子叮咬之苦，蚊帐最早是在中国被使用。《庄子·天运篇》说：“蚊虻噆肤，则通昔（夕）不寐矣。”齐桓公時已有“翠纱之帱”，《诗经·召南·小星》有“肃肃宵征，抱衾与裯”之語。趙學敏與陳寅恪早年常在蚊帳裡看書，久之，患有眼疾。台灣的軍隊規定晚上必須掛蚊帳，為夜間 內務的一部分。18世纪中叶，印度的印度教文献中出现了蚊帐在祭祀中的用途。有传说认为古埃及的最后一任法老克麗奧佩特拉会在蚊帐中就寝。
蚊帐是常用的避蚊日用品，现在市场上蚊帐种类繁多，不仅有圆顶的宫廷蚊帐，还有用轻质碳纤维制作的碳纤蚊帐。它们不用悬挂就可以直接在床上安置好，透气性能很好。使用蚊帐可以避蚊防风，还可吸附空气中飘落的尘埃，在瘧疾等蚊媒傳染病盛行的地區，使用蚊帳是降低被感染的有效方式之一。